# Descension
Descension ist ein Album von Patrick Shiroishi. Die am 24. November 2016 im Veranstaltungsort 2575 Mission in Los Angeles entstandenen Aufnahmen erschienen am 27. März 2020 auf Thin Wrist Recordings.

## Hintergrund
Mit vielschichtigem Solo-Saxophon, Elektronik und Stimme sei das Album eine Meditation über das Erbe einer dunklen Geschichte und ihre widerhallende Relevanz in der Gegenwart, heißt es in den Liner Notes. Descension versteht Shiroichi als eine spirituelle Reise, die dessen zutiefst nachdenkliche musikalische Vision offenbare. Auf dem Album, das seine erste Solo-Vinylveröffentlichung darstellt, untersucht Shiroishi eingehend die Geschichte seiner eigenen Vorfahren. „Im Herbst 2016 begann ich, intensiv über die Konzentrationslager japanisch-amerikanischer Bürger während des Zweiten Weltkriegs zu recherchieren“, sagt Shiroishi. „Meine Großeltern väterlicherseits haben sich in den Lagern am Tule Lake kennengelernt und geheiratet, einem Ort, über den meine Großmutter zu Lebzeiten nie mit mir gesprochen hat. Als ich begann, tiefer [in die Materie] einzutauchen, begann es ganz natürlich in meinen Improvisationen und meiner Arbeit zu versinken.“

## Titelliste
- Patrick Shiroishi – Descension (Thin Wrist Recordings TW0)[1]

1. Once There Was Only Dark 7:42
2. Grandchildren of the Camps 4:16
3. Tomorrow Is Almost over 10:00
4. Above the Black Heavens Is Endless (for Eno Lai & Lavinia Axume) 4:44

Die Kompositionen stammen von Patrick Shiroichi.

## Rezeption

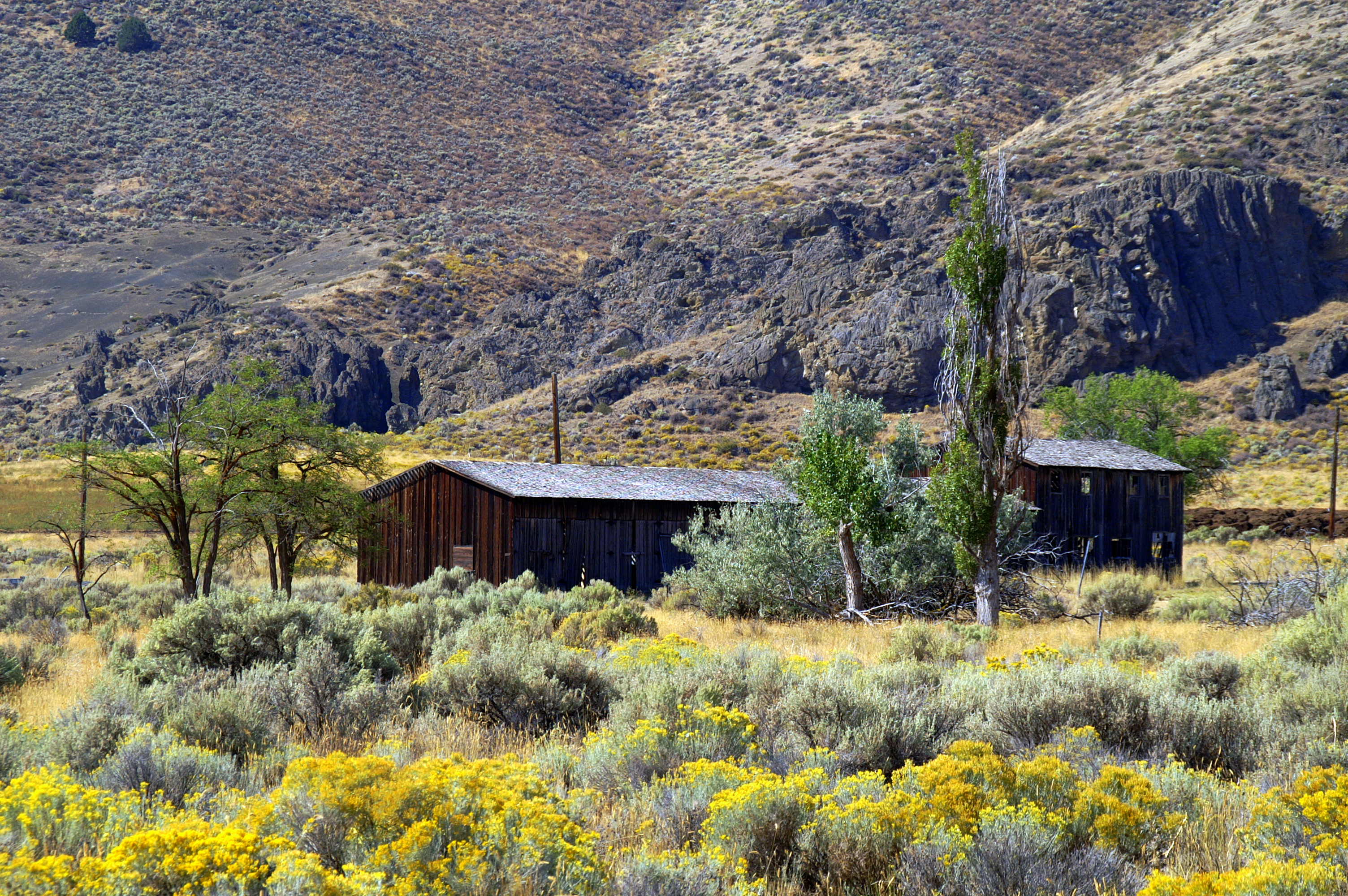
Ehemalige Baracke des Tule Lake War Relocation Center

In vier Improvisationen, die in der angegebenen Reihenfolge in einzelnen Takes aufgenommen wurden, widerspreche Shiroishi vehement den gängigen Vorstellungen darüber, wozu ein Saxofonist fähig ist, schrieb Daniel Spicer (Jazzwise). „Once There Was Only Dark“ würde ein körniges Dröhnen aus rohem elektrischem Drone und messerscharfem Feedback erzeugen, aus dem ein lyrischer Phönix entstehe, der ein wenig wie eine wildere Inkarnation von Colin Stetsons filmischem Grübeln klinge. „Grandchildren of the Camps“ biete wiederum verträumte Loops, die mit einem großtönigen „Tenor-Maximalismus“ verschmiert sind, während „Tomorrow Is Almost Over“ [elektrisch] verstärktes Saxophon als verzerrte E-Gitarre tarne und „schmutzige Lärmkotze ausspuckt, die mit schwerfälligem Feedback und markerschütternden Gesangsschreien übergossen ist“. Schließlich überlagere „Above the Black Heavens Is Endless“ klösterliche Gesänge in süßen Harmonien, abgerundet durch einen seltsam gefühlvollen Falsett-Refrain. Es sei ein vorsichtig hoffnungsvolles Finale für ein intensives und unerbittliches Album, das beunruhigende Parallelen zwischen historischen und zeitgenössischen US-Gräueltaten ziehe.
Dieses anfängliche Dröhnen fessle die Aufmerksamkeit, signalisiere das Flattern hilfloser Flügel, was im Schwingungsspektrum auf und ab oszilliere, bevor er aggressiv eine aufrichtige und direkte Melodie formt, meinte Dave Foxall (A Jazz Noise). Es würde wie ein Aufruf klingen, vielleicht ein Hilferuf. Vielleicht eine Warnung… Dieses Album sei starker Toback, das Wut, Schmerz, Frustration, Hoffnung und Frieden in großen Klangschlieren ausstoße … und das seien nur die ersten fünf Minuten und eine Handvoll Töne. Es vermittle Traurigkeit; dabei sei es fesselnd und unerwartet. Shiroishis Ton sei brutal ausdrucksstark und so schwer; „die Reinheit der Masse“.